# Buszewo (powiat wągrowiecki)
Buszewo – wieś w Polsce położona w województwie wielkopolskim, w powiecie wągrowieckim, w gminie Gołańcz przy drodze wojewódzkiej nr 193.
W latach 1975–1998 miejscowość administracyjnie należała do województwa pilskiego.